# Club Atlético Tucumán Central
El Club Atlético Tucumán Central es un club deportivo argentino fundado el 10 de junio de 1921 en la ciudad de San Miguel de Tucumán, Provincia de Tucumán.
El club tiene como actividad principal al Fútbol pero también se practican otros deportes, como el Futsal, Patín y Boxeo entre otros. Esta afiliado a la Liga Tucumana de Fútbol.
Su estadio, se ubica en la Calle La Rioja y La Plata. Su uniforme es camiseta roja.
Su clásico rival es el Club Atlético Amalia, con quien disputa el Clásico de Zona Sur.

## Historia

### Fundación y primeros nombres
El 10 de junio de 1921, nacía en el cuartel de bomberos, el Club Atlético Cristóbal Araújo, en honor al primer jefe del cuerpo de bomberos de Tucumán.
En 1925 pasó a llamarse Comandante Araujo y unos años después Bomberos Fútbol Club. [cita requerida]
Su cercanía geográfica con Club Atlético Tucumán generó una suerte de rivalidad, siendo este lo que algunos llaman el primer clásico de barrio del Decano.[cita requerida]

### Tucumán Central
A fines de la década del 40, el club debía abandonar el lugar en dónde hacía de local, en frente del cuartel, en la calle 25 de mayo. Es así que se muda a dónde se encuentra su cancha actualmente. La mudanza de lugar también trajo el cambio de nombre de la institución, pasando a llamarse Tucumán Central.[cita requerida]

### Cuna de grandes jugadores
Si bien Tucumán Central nunca pudo consagrarse campeón anual, el club contó con grandes jugadores, que conformaron grandes equipos. Tucumán se destacó en la formación de jugadores, ya que muchos de ellos terminaban siendo transferidos a los grandes de Tucumán y a equipos del resto del país.

## Sedes e infraestructuras

### Primera cancha
La primera cancha de Tucumán Central estaba ubicada en la calle Muñecas, entre Italia y España. En este lugar estuvo hasta 1928 [cita requerida]

### Segunda cancha
Esta cancha estaba ubicada muy cerca de la anterior, al frente del cuartel, en la Calle 25 de Mayo. Estuvo acá hasta la década del 40, dónde debió dejar los terrenos. [cita requerida]

### Estadio actual
Tucumán Central compra los terrenos de su nuevo estadio, en el barrio de Villa Alem, a Percy Hill, quién fuera uno de los fundadores de Atlético Tucumán. [cita requerida]

## Colores
En sus inicios su camiseta era blanca, pero luego adoptaría lo que es su uniforme actual, la camiseta roja.

## Clásico
Su clásico rival es Amalia, con quien disputa el Clásico de Zona Sur.
Cuando se ubicaba en la zona norte de la ciudad, en la primera mitad del siglo XX, tenía una rivalidad con Atlético Tucumán, a la que algunos consideraban un clásico.

## Palmarés
| Torneos locales oficiales | Torneos locales oficiales |
| Competición               | Títulos                   |
| ------------------------- | ------------------------- |
| Honor - FTF (3)           | 1934, 1934, 1943.         |
| Competencia - FTF (3)     | 1933, 1935, 1966.         |
| Copa de clasificación (1) | 1967.                     |